# Folschviller
Folschviller (Duits: Folschweiler)  is een gemeente in het Franse departement Moselle (regio Grand Est). De plaats maakt deel uit van het arrondissement Forbach-Boulay-Moselle. Folschviller telde op 1 januari 2022 3.937 inwoners.

## Geografie
De oppervlakte van Folschviller bedroeg op 1 januari 2022 9,46 vierkante kilometer; de bevolkingsdichtheid was toen 416,2 inwoners per km².

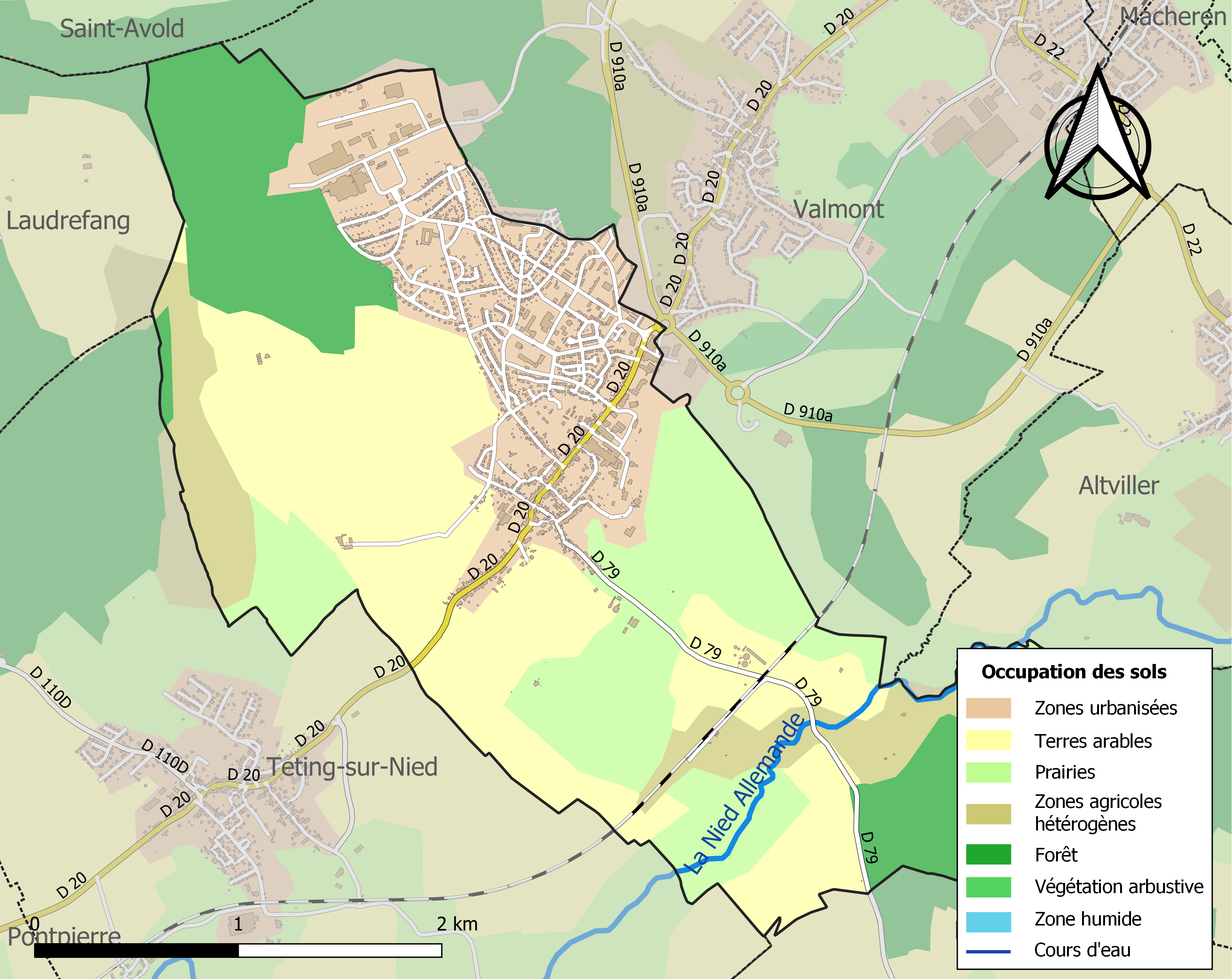
Kaart van de gemeente met de belangrijkste infrastructuur, bodemgebruik en omliggende gemeenten

## Demografie
Onderstaande figuur toont het verloop van het inwonertal (bron: INSEE-tellingen).